# Флеча-Кјанавасо (Торино)
Флеча-Кјанавасо је насеље у Италији у округу Торино, региону Пијемонт.
Према процени из 2011. у насељу је живело 339 становника. Насеље се налази на надморској висини од 555 м.